# The Range Boss
The Range Boss è un film muto del 1917 diretto da W. S. Van Dyke e prodotto dalla Essanay di Chicago. La sceneggiatura, firmata dallo stesso regista, è basata sull'omonimo romanzo di Charles Alden Seltzer, pubblicato a Chicago nel 1916.

## Trama
Diventata erede di un ranch, Ruth Harkness parte, per prenderne possesso, per il West insieme agli zii e al suo fidanzato, William Masten. Durante il viaggio, il gruppo è aiutato a guadare un fiume da un cowboy incontrato per caso, il gioviale e simpatico Rex Randerson. Quando giungono al Flying W, il ranch di Ruth, quest'ultima affida a Rex la gestione dell'azienda. L'amicizia tra i due giovani, che si sta trasformando in amore, è vista con irritazione da Masten, nonostante questi - nel frattempo - non abbia avuto scrupoli a corteggiare e sedurre Rita, la figlia di un altro allevatore. Masten, in combutta con due cowboy del Flying W, complotta per eliminare Rex, attirandolo in una trappola. Rex riesce a sfuggire al tranello ma viene affrontato dal padre di Rita che lo accusa di essere lui il seduttore della figlia. Il cowboy sarà salvato dall'intervento della ragazza che, con una corsa disperata a cavallo, giunge in tempo per raccontare la verità, scagionando così Rex dall'infamante accusa. L'innocente e coraggioso Rex ora può amare liberamente la sua Ruth.

## Produzione
Il film fu prodotto dalla Essanay Film Manufacturing Company.

## Distribuzione
Distribuito dalla K-E-S-E Service, il film uscì nelle sale cinematografiche USA il 16 luglio 1917. Nel 1919, ne venne curata una riedizione che fu distribuita dalla Victor Kremer Film Features.